# قسم بيونيج الريفي (مقاطعة دالاهو)
قسم بيونيج الريفي (بالفارسية: دهستان بیونیج) هي منطقة ريفية تقع في قسم في إيران. يقدر عدد سكانها بـ 1,458 نسمة .